# Eliomys melanurus
Eliomys melanurus је врста глодара из породице пухова (Gliridae).

## Распрострањење
Ареал врсте Eliomys melanurus обухвата већи број држава.
Врста је присутна у Турској, Либији, Алжиру, Мароку, Тунису, Египту, Ираку, Саудијској Арабији, Јордану, Либану, Израелу и Сирији.

## Станиште
Станишта врсте су планине, полупустиње и пустиње.

## Угроженост
Ова врста је наведена као последња брига, јер има широко распрострањење и честа је врста.